# Neoserica setosicollis
Neoserica setosicollis är en skalbaggsart som beskrevs av Frey 1976. Neoserica setosicollis ingår i släktet Neoserica och familjen Melolonthidae. Inga underarter finns listade i Catalogue of Life.